# Систематика (компания)
Компа́ния «Система́тика» — российская консалтинговая и IT-компания, разрабочик и поставщик информационных систем и оборудования. Входит в группу компаний «Систематика».

## История
- 2004 — совет директоров НКК принял решение об объединении компаний «Аквариус Консалтинг», известной на российском рынке с 1999 года, и «Аквариус Дата», основанной в 1998 году.[1][2] Компания «Аквариус Дата» переименована в «Систематику».
- 2005 — компания «Аквариус Консалтинг» была присоединена к «Систематике».
- 2007 — компания «Систематика» приобрела бизнес RFID-интегратора «Aero Solutions»[3].
- Апрель 2007 — путем слияния компаний «Систематика», «TopS Business Integrator» и «АНД Проджект» была образована группа компаний «Систематика»[4][5]
- 2015 — путем выделения из компании «Систематика» её дирекции проектного бизнеса была образована отдельная компания «Систематика консалтинг»[значимость факта?].

## Направления деятельности
Деятельность компании направлена на предоставление комплекса услуг по оптимизации бизнес-процессов предприятий путём внедрения информационных технологий. «Систематика» осуществляет разработку, внедрение и поддержку сложных информационных систем и инфраструктурных решений на базе технологий и оборудования ведущих мировых производителей и предоставляет консалтинговое сопровождение проектов.
Компания предоставляет решения и услуги для организаций по следующим направлениям: IT-консалтинг, интеграция приложений и информационных систем на базе единой платформы, создание единой целостной инфраструктуры предприятия как совокупности инженерных, телекоммуникационных, информационных систем, а также комплексного ими управления.

## Критика
В январе 2012 года компанией был запущен обновлённый сайт Министерства обороны, содержащий в том числе раздел игр. Предметом критики стало несоответствие цены контракта невысокой сложности игр («тетрис вместо шутера»); компания не признала себя виновной, объявив, что работы проводились в точном соответствии с контрактом, за исключением срыва сроков, за которые была выплачена неустойка.